# Muroto
Muroto (japanska: 室戸市 ?, Muroto-shi) är en stad i östra delen av Kōchi prefektur i Japan. Staden fick stadsrättigheter 1959.